# Handelshögskolan vid Åbo Akademi
Ej att förväxla med den svenskspråkiga Åbo Handelshögskola, grundad 1927, som fusionerades med Åbo Akademi 1980, eller den finskspråkiga Åbo handelshögskola vid Åbo universitet.
Handelshögskolan vid Åbo Akademi är en handelshögskola som ingår i universitetet Åbo Akademi. Handelshögskolan är belägen i Åbo i Finland.

## Huvudämnen
Handelshögskolan vid Åbo Akademi bildas av följande huvudämnen:
- informationssystem
- internationell marknadsföring
- nationalekonomi
- organisation och ledning
- redovisning